# 조휘
조휘 (趙暉, ? ~ 1273년) 본관은 한양이다. 
용진현(龍津縣)에 세거해온 토착사족의 후예로 고려 후기에 동북변에서 군사를 일으켜 원나라에 투항하고 쌍성총관부 총관(摠管)이 되다.

## 생애
한양 조씨의 시조 첨의중서사 조지수의 아들로 선대부터 용진현(龍津縣)으로 이주하여 대대로 세거한 토착사족이다.
1258년에 몽고의 군사가 화주(和州) 지역을 침략하자, 조휘는 정주(定州) 출신의 탁청(卓靑)과 함께 강원도의 등주(登州), 문주(文州) 등에 있는 여러 성(城)의 사람들을 선동해 몽고군에게 투항하게 만들었다. 그들은 동북면병마사 신집평이 죽도로 들어간 후 식량 조달로 수비가 허술해진 틈을 타, 신집평과 등주부사 박인기(朴仁起), 화주부사 김선보(金宣甫), 경별초(京別抄)의 군사들을 살해하고, 고주(高州)까지 점령했다. 그 후 화주(和州) 이북 지역을 들어 몽고에 바치자 몽고는 쌍성총관부를 설치하여 조휘를 총관으로 임명하고 탁청을 천호(千戶)로 임명했다.
1259년 등주와 화주의 사람들과 함께 몽고병을 인도하여 한계성(寒溪城, 지금의 인제군(麟蹄)에 있다)을 치려고 했으나 방호별감(防護別監) 안홍민(安洪敏)이 거느리고 나온 야별초(夜別抄)에게 섬멸당했다.
고려의 왕이 몽고군에게 보낸 사자(使者) 김기성 일행과 선물을 보룡역에서 약탈하였으나, 동진국(東眞國)의 군사와 함께 춘주(春州)의 천곡촌(泉谷村)에서 머물다 신의군(神義軍)의 군사들에게 다시 빼앗겼다. 양주(襄州)에서 난민들이 요청하자 군사 400을 내어주어 양주 수령 지주사(知州事)를 잡아가게 하기도 했다.
조휘가 몽고에 투항한 이후 증손 조소생이 1356년에 유인우를 비롯한 고려군에게 쫓겨날 때까지, 4대 99년 동안 쌍성총관부는 조휘 집안의 후손들이 세습하고, 천호 자리도 탁청의 후손들이 세습했다. 조휘의 손녀딸이 이성계의 조부 이춘에게 시집을 가기도 했다.

## 가족 관계
- 아버지 : 조지수(趙之壽)
  - 조휘
  - 아들 : 조양기(趙良琪, 1260~?) - 제2대 쌍성총관 
    - 손자 : 조림(趙琳) - 제3대 쌍성총관 
      - 증손 : 조소생(趙小生, ?~1362)[8] - 제4대 쌍성총관
      - 증손 : 권종(權琮)에게 시집감

    - 손자 : 조돈(趙暾, 1307~1380)
    - 손자 : 조천주(趙天柱)
    - 손녀 : 조씨(도조 이춘의 후궁) - 이성계의 계조모

- 손자 또는 조카손자 : 조숙(趙淑) - 좌윤, 완창대군 이자흥(完昌大君 李子興)의 장인

## 기타
- 태조실록에 의하면 한양조씨가 본래 고려의 왕족이라 기록되어 있다[9].

## 같이 보기
- 탁청
- 조지수
- 조양기
- 조소생
- 쌍성총관부
- 고려 고종
- 조선 도조
- 한양 조씨